# Agnès de Borbó-Dampierre
Agnès de Dampierre (1237 – 7 de setembre de 1288) va ser dama de Borbó i hereva de tots els estaments borbònics.
Era filla d'Arquimbald IX el Jove, senyor de Borbó i Iolanda de Châtillon, comtessa de Nevers. Es va casar amb Joan de Borgonya, fill d'Hug IV, duc de Borgonya. La seva filla, Beatriu de Borbó, es va casar amb Robert, comte de Clermont el 1272  i el seu fill gran Lluís I, le Boiteux es va convertir en el primer duc de Borbó.
El mateix any que Agnès es casava amb Joan de Borgonya, la seva germana gran, Matilde de Borbó-Dampierre, hereva dels comtats de Nevers, Auxerre i Tonnerre, es va casar amb Eudes de Borgoña (1230-1269), fill gran del duc Hug IV de Borgonya. A la mort de la seva germana Matilde el 1262, Agnès hereta el senyoriu de Borbó, mentre que els comtats de Nevers, Tonnerre i Auxerre van anar a les tres filles de Matilde.
El seu marit, Joan de Borgonya, morir l'any 1267. Agnès es va casar novament el 1277 amb Robert II, comte d'Artois, vidu d'Amícia de Courtenay, del qual no va tenir descendència.